# Catocala nupta
Espèce
Catocala nupta, la Mariée, Lichénée mariée, Lichénée du saule ou Lichénée rouge, est une espèce de lépidoptères de la famille des Erebidae.

## Dénominations
Le nom vernaculaire français, « la Lichénée rouge », peut prêter à confusion puisque plusieurs espèces du genre Catocala ont les ailes postérieures rouges. Les noms  « la Mariée » ou « la Lichénée du saule » semblent plus appropriés.

## Distribution
Toute l'Europe jusqu'en Scandinavie, l'extrême nord excepté, Asie. En France, c'est une espèce commune, un peu moins fréquente dans le sud, les imagos sont visibles de juin à septembre.

## Description

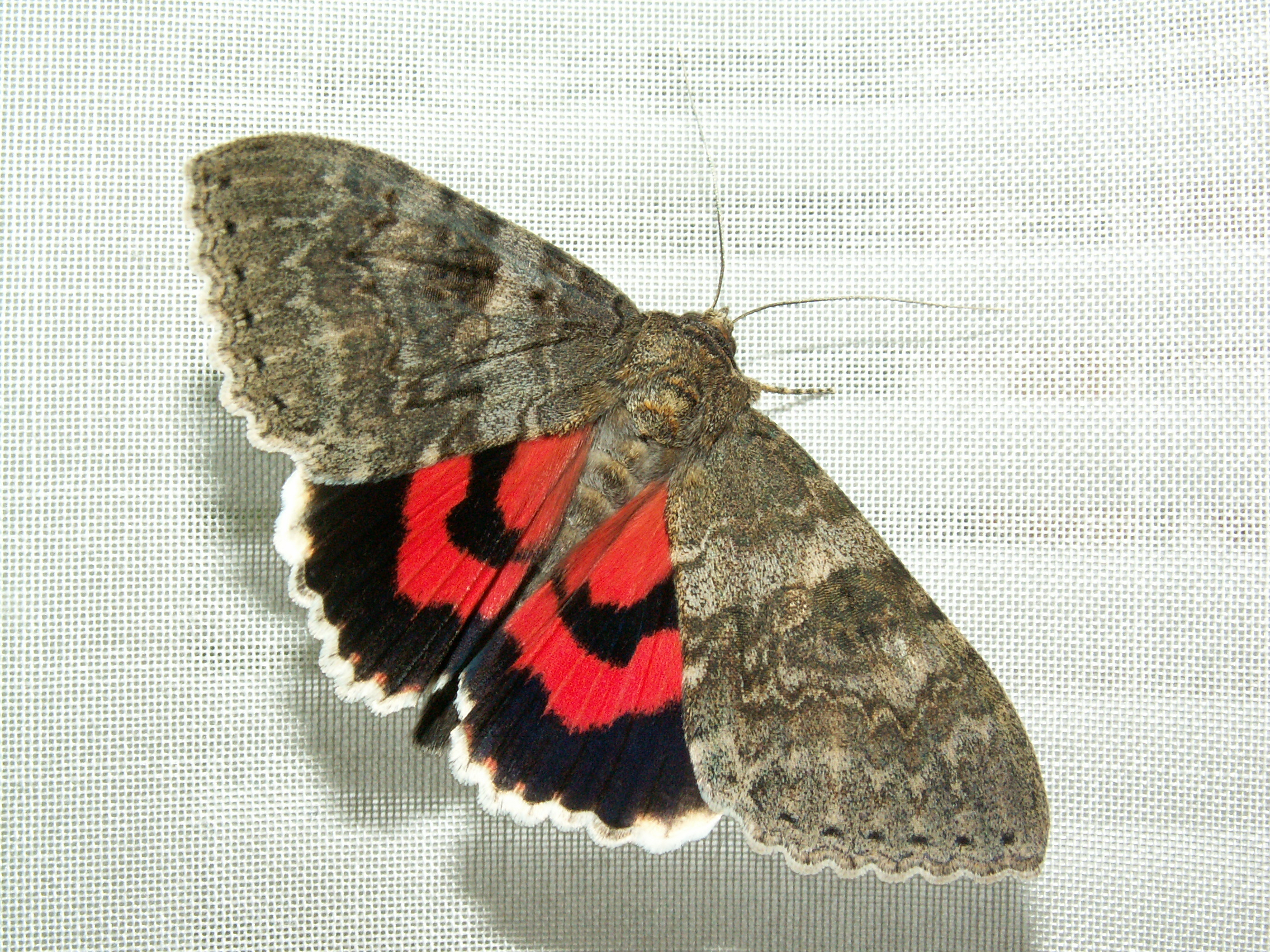
Catocala nupta prête à l'envol

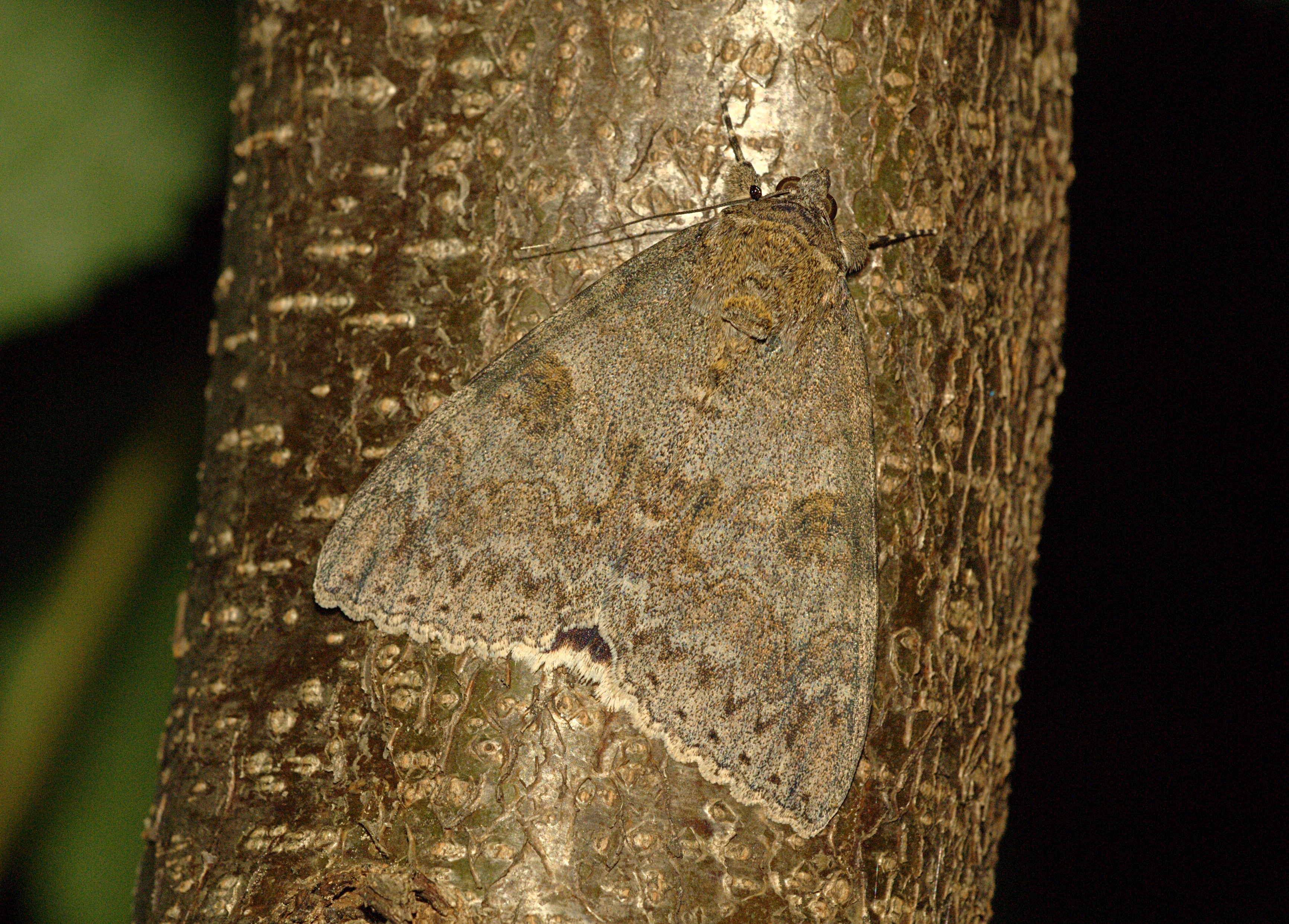
Catocala nupta, as du camouflage

Elle ressemble à Catocala elocata mais la ligne médiane foncée de ses ailes postérieures rouges forme un angle droit au milieu. Au repos, en cachant ses ailes postérieures, elle est très bien camouflée sur l'écorce des arbres ; dérangée elle s'enfuit en dévoilant ses ailes rouges et s'abat au sol pour échapper au prédateur éventuel.

## Chenille
La larve est munie d'excroissances ressemblant à des bourgeons ; appliquée à un rameau, elle est particulièrement mimétique. Ses plantes hôtes : saules et  peupliers.

## Habitat
Elle colonise les forêts de feuillus humides, les bords des cours d'eau, étangs, forêts alluviales. Les forêts claires, haies, jardins et parcs urbains sont également appréciés par ce papillon. On peut souvent observer le papillon en journée sur les murs des maisons.